# José Porrúa
José Porrúa Estrada (Concejo de Llanes, Asturias, España, 1873 - Ciudad de México, 1941) fue un editor y librero español que emigró a México en 1886 a la edad de 13 años, país en el que se dedicó al comercio de libros y en el que, junto con sus hermanos Indalecio y Francisco estableció la librería Porrúa Hermanos. Más adelante esta librería se convirtió en una importante casa editora mexicana que ha mantenido hasta la actualidad una larga tradición como elemento motor de la cultura en México.  Se casó con Enriqueta Turanzas Colsa.  Durante el periodo de 1886 a 1936 radicó alternadamente entre México y España muy concentrado en el primer periodo en México, sin embargo después de la Decena Trágica permanecía por periodos más largos en España, para, finalmente, en 1937, establecerse definitivamente en México, con motivo de la guerra civil española.

## Datos biográficos
En el centro histórico de la Ciudad de México, José Porrúa instaló un bazar en el año de 1900, en el que compraba y revendía libros usados. Algunas de las bibliotecas que adquirió tuvieron un gran valor bibliográfico de manera que el comercio de José Porrúa se volvió con el tiempo un referente para fijar el precio de las ediciones de libros en México.
Durante la primera década del siglo XX, Porrúa y sus hermanos decidieron publicar un Boletín Bibliográfico y después un Catálogo de publicaciones. Más de un siglo después, estas tareas se siguen practicando dando a los bibliófilos una continuidad y un marco referencial que les ha hecho famosos.
Después de 1910 se comenzaron a editar libros como parte de la actividad de la librería. El primer libro de esta nueva empresa editorial fue la Guía sobre la Ciudad de México de don José Romero. El segundo, fue un volumen sobre Las cien mejores poesías líricas de México, publicado en 1914.
La editorial ha creado conocidas colecciones en las que a lo largo de los años se han publicado obras clásicas de la literatura universal. Es el caso, por ejemplo, de la colección Sepan Cuantos.
En el año de 1933 José Porrúa dejó el negocio a sus sucesores, cambiándose el nombre de la librería y editora de libros a Porrúa Hermanos y Compañía que hasta la fecha lleva.
El hijo mayor de José Porrúa, José Porrúa Turanzas, creó en España una librería con su nombre, especializada en manuscritos antiguos y en libros raros de todo el mundo que ha hecho que el nombre Porrúa sea reconocido, en el ámbito de los bibliófilos, también en Europa y por los demás países hispanoparlantes.
Falleció en la Ciudad de México en 1941.